# إليوشن إل-214
إليوشن إل-214 طائرة نقل عسكري متعددة الأغراض وهي ناقلة جوية متوسطة يتم تطويرها كمشروع مشترك بين شركة الطائرات المتحدة من الجانب الروسي، وشركة هندوستان آيرونوتيكس من الجانب الهندي. كل من الشركتين أستثمرتا 300 مليون دولار كل على حدى لتطوير هذا المشروع.
ويُتوقع ان تستبدل القوة الجوية الهندية أسطولها المتقادم من طائرات أنتونوف أن-32 بالطائرة إليوشن إل-214. والطائرة الجديدة مصممة لإداء واجبات النقل الإعتيادية ولنقل القوات المظلية. ومن المتوقع أن تحلق الطائرة لأول مرة وتدخل الخدمة عام 2018.

## التصميم والتطوير
في أكتوبر تشرين الأول 2009 قام وزير الدفاع الهندي أنذاك (أي كي انتوني) بزيارة رسمية إلى روسيا, وخلال هذه الزيارة أعلن البلدين المشروع المشترك. وافقت الحكومتان الروسية والهندية على إنتاج الطائرة لقواتهم الجوية وللبلدان الصديقة، وتطوير نسخة مدنية من الطائرة تستخدم لنقل الركاب تتسع ل 100 مقعد. وسينتج نصيب الهند من المشروع بواسطة شركة هندوستان آيرونوتيكس في قسم إنتاج الطائرات في (كنبور).
انهت روسيا والهند الترتيبات النهائية لتطوير اليوشن 2014 مع مساهمة 300 مليون دولار. ستؤسس شركة الطائرات المتحدة وشركة هندوستان آيرونوتيكس شركة فرعية لتطوير الطائرة . سُتدعم الشركة الجديدة ب 600 مليون دولار وصرح مدير شركة هندوستان آيرونوتيكس أن الهند ستحصل على 45 طائرة بينما ستحصل روسيا على 105. وهناك فرصة لتصدير الطائرة بنوعيها المدني والعسكري إلى بلد ثالث ويُتوقع إنتاج المزيد من الطائرات. وقعت شركة هندوستان آيرونوتيكس عقد مع شركة الطائرات المتحدة يشترط العقد إن عمل التصميم المشترك سيبدأ في موسكو بإشتراك 30 مهندس هندي مع مهندسي شركة الطائرات المتحدة .
ويُتوقع أن تزود الطائرة الجديدة بمحرك روسي الصنع من نوع (بي-90) تربوفان وستعلق المحركات الجديدة اسفل الأجنحة,, وسيكون للذيل شكل حرف (T) وسيكون حجم المقصورة شبيه بحجم المقصورة في إليوشن إي أل-76 لكنه سيكون بنصف الطول وسيمكن الطائرة من حمل 20 طن من الحمولات المدنية والعسكرية. يتوقع أن يبلغ المدى الأقصى للطائرة 2500 كلم والسرعة القصوى ستكون حوالي 870 كلم/ساعة.

## المواصفات

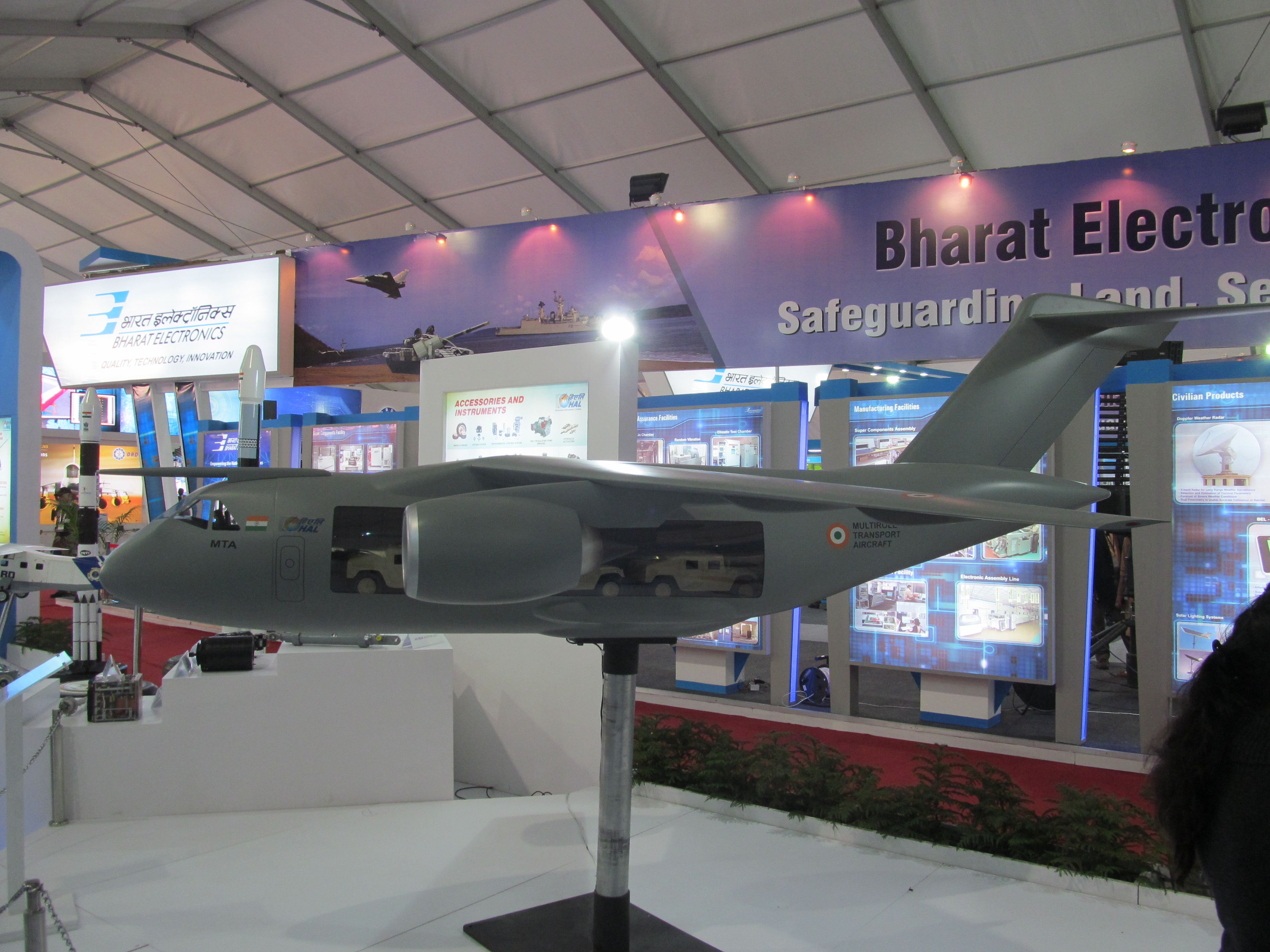
مقطع جانبي يضهر مقصورة الحمولة في الطائرة.

### الصفات العامة
- الطاقم :3
- الركاب:70 إلى 150 راكب
- الحمولة :20 طن
- الطول :37,7 م
- باع الجناح : 35,5 م
- الإرتفاع :12,95 م
- وزن الإقلاع الأقصى :68 طن
- السعة القصوى : 25 طن
- قوة المحرك :2 محرك نوع (Aviadvigatel PD-14M)،نوع تربوفان، قوة 152.98 كيلو /نيوتن لكل محرك .

### الأداء
- السرعة القصوى :870 كلم
- السرعة بالحمولة= 810 كلم/ساعة
- المدى =3,250 كلم مع حمولة 20 طن
- مدى الطائرة بدون حمولة =7300 كلم
- سقف الخدمة =13,100 كلم
- طول مدرج الإقلاع = 1,050 متر
- طول مدرج الهبوط = 1,050متر

## اقرأ ايضاً
- صناعة الطائرات الروسية

## وصلات خارجية
- "طائرات النقل التكتيكي". Irkut.com. Retrieved 25 July 2013.
- "Il-214 Multi-Role Transport Aircraft (MTA)". GlobalSecurity.org. 2011. Retrieved 25 July 2013.